# Trung cường quốc
Trung cường quốc hay Cường quốc bậc trung là một cấp độ trong hệ thống phân loại và xếp hạng các cường quốc trên thế giới ngày nay, dùng để chỉ một quốc gia có chủ quyền mặc dù không phải là Siêu cường, cũng không phải là một Đại cường quốc, nhưng vẫn có tiếng nói cùng tầm ảnh hưởng lớn hoặc trung bình trong đời sống chính trị quốc tế.
Vào cuối thế kỷ XVI, nhà tư tưởng - chính trị học người Ý Giovanni Botero đã chia thế giới thành ba nhóm quốc gia bao gồm: Grandissime (Đế quốc), Mezano (Trung cường quốc) và Piccioli (Tiểu cường quốc). Theo Botero, một cường quốc bậc trung là một nhà nước: "có đủ sức mạnh và uy quyền để tự mình đứng vững mà không cần sự giúp đỡ của nước khác".

## Đặc điểm
Cường quốc tầm trung thường sở hữu sức mạnh dưới mức các đại cường quốc, thước đo nổi bật trước hết là tổng GDP của nền kinh tế. Tuy nhiên, khác với việc đánh giá một đại cường quốc, cường quốc tầm trung không nhất thiết phải mạnh mẽ trên tất cả các lĩnh vực. Quốc gia đó chỉ cần một hoặc một vài mặt mạnh đủ gây ảnh hưởng trong khu vực xung quanh nó. Điển hình như trường hợp Cộng hòa Dân chủ Nhân dân Triều Tiên, nước này có một nền kinh tế lạc hậu, yếu kém, thậm chí phụ thuộc gần như toàn bộ vào viện trợ từ bên ngoài, thu nhập bình quân đầu người thấp. Nhưng việc duy trì một mức độ quân sự hóa cao độ, số quân đông, nhiều vũ khí khiến nước này vẫn được đánh giá là một cường quốc ở mức độ tầm trung.
Việc đánh giá một cường quốc tầm trung nhấn mạnh hai khía cạnh bao gồm sức mạnh và tầm ảnh hưởng.
- Về sức mạnh, sức mạnh tổng hợp quốc gia của cường quốc tầm trung là dưới mức đại cường quốc. Sức mạnh đó cao hơn các tiểu cường. Khả năng sức mạnh đó là đủ lớn để không phụ thuộc vào cường quốc khác, có khả năng đứng vững trước các biến động kinh tế và đủ khả năng chiến tranh một cách độc lập. Các thành phần cấu thành sức mạnh đó gồm các tiêu chí cơ bản: diện tích, dân số, tổng GDP, thu nhập bình quân đầu người,... phải đạt mức lớn tương đối, dù không nhất thiết phải có đủ tất cả các thành phần đó. Cụ thể, Hàn Quốc được coi là một cường quốc tầm trung nhờ quy mô nền kinh tế lớn dù diện tích không lớn lắm, Áo hay Hà Lan có diện tích nhỏ bé nhưng lại nổi bật bởi mức độ phát triển kinh tế, đời sống, thu nhập bình quân thu nhập đầu người cao. Bồ Đào Nha có dân số chỉ khoảng 10 triệu người nhưng sự giàu có đủ để gây ấn tượng, cũng như chi phối một cộng đồng nói tiếng Bồ Đào Nha trải rộng khắp nhiều khu vực trên thế giới.
- Về tầm ảnh hưởng, cường quốc tầm trung nhấn mạnh khả năng ngoại giao tốt hơn các nước nhỏ yếu, tuy không thể chi phối chính trị thế giới như đại cường hay siêu cường nhưng có thể có vị thế độc lập nhờ vào việc tạo lập các liên minh để cân bằng. Trên mặt bằng toàn cầu, họ không dễ dàng quyết định đối với các vấn đề chính trị quốc tế một mình, nhưng có thể dựa vào các liên minh để gây ảnh hưởng. Trên mặt bằng khu vực, khả năng độc lập trong việc gây ảnh hưởng đó sẽ cao hơn, tiếng nói của họ là mạnh mẽ hơn trong khu vực địa lý xung quanh họ. Đồng thời, thông thường họ được các nước chọn lựa làm trọng tài trong các vấn đề chính trị quốc tế giữa nhiều nước với nhau.

Một cường quốc nếu sở hữu vũ khí hạt nhân, sức mạnh có tính chất răn đe trong chính trị quốc tế sẽ được đánh giá cao hơn, nước đó sẽ không là cường quốc tầm trung mà là đại cường.
Theo Eduard Jordaan của Đại học Quản lý Singapore:
Tất cả các cường quốc tầm trung đều thể hiện hành vi chính sách đối ngoại, ổn định và hợp pháp hoá trật tự toàn cầu, thông qua các sáng kiến đa phương và hợp tác. Tuy nhiên, các cường quốc tầm trung mới nổi và truyền thống có thể được phân biệt về mặt ảnh hưởng lẫn nhau giữa họ. Về cơ bản, cường quốc tầm trung truyền thống giàu có, ổn định, bình đẳng, dân chủ xã hội và không ảnh hưởng đến khu vực. Xét hành vi, những nước này ít tập trung vào vấn đề khu vực mà có xu hướng tập trung các vấn đề trên phạm vi toàn cầu. Các cường quốc tầm trung mới nổi tương phản khi họ là các nước ngoại vi, chứng minh nhiều ảnh hưởng và liên kết trong khu vực hơn. Xét về hành động, họ lựa chọn cải cách và không thay đổi các vấn đề toàn cầu triệt để, thể hiện một định hướng khu vực mạnh mẽ hơn, ủng hộ hội nhập khu vực nhưng cũng tìm cách xây dựng bản sắc riêng biệt với những nước yếu kém trong khu vực của họ.
Một định nghĩa khác của cường quốc tầm trung: "Các nước cường quốc tầm trung có ý nghĩa về mặt chính trị và kinh tế, các quốc gia được quốc tế tôn trọng đã từ bỏ cuộc chạy đua vũ khí hạt nhân, một vị thế cung cấp cho họ sự tín nhiệm quốc tế đáng kể".

## Danh sách các cường quốc tầm trung
Nhiều nguồn đã liệt kê một số nước sau là cường quốc tầm trung:
- Brasil[6][7][8][9]
- Canada[10][11][12][13]

Các quốc gia sau đây vào một thời điểm nào đó, được coi là cường quốc tầm trung bởi nhiều học giả và chuyên gia:
- Ấn Độ[14][15][16][17]
- Algérie[18][19][20]
- Argentina[18][19][20]
- Úc[2][10][14][21][22]
- Áo[23]
- Bỉ[23][24][25]
- Chile[24][26]
- Colombia[27][28]
- Cộng hòa Séc [23]
- Đan Mạch[11][23][29]
- Ai Cập[18][30][31][32]
- Phần Lan[23]
- Hy Lạp[33]
- Hungary[23][34]
- Indonesia[23][35]
- Iran[36][37][38][39]
- Israel[21][40][41]
- Luxembourg[42]
- Malaysia[31][35][43][44]
- México[20][30][45][46][47]
- Hà Lan[11][23][29]
- New Zealand[3]
- Nigeria[23][30][43]
- Na Uy[11][23][29]
- Pakistan[23][48]
- Philippines[49]
- Ba Lan[23][46][50][51]
- Bồ Đào Nha[52]
- Qatar [53][54]
- România[23]
- Ả Rập Xê Út[21][55][56]
- Nam Phi[57][58][59][60][61][62]
- Hàn Quốc[14][63][64][65][66]
- Thụy Điển[21][23][29][67]
- Thụy Sĩ[23]
- Đài Loan[49]
- Thái Lan[49]
- Thổ Nhĩ Kỳ[30][68]
- Ukraina[50]
- Các Tiểu vương quốc Ả Rập Thống nhất[69][70]
- Việt Nam[71][72]